# Інґрід Ауерсвальд
Інґрід Ауерсвальд  (нім. Ingrid Auerswald-Lange, нар. 2 вересня 1957) — німецька легкоатлетка, олімпійська чемпіонка.

## Виступи на Олімпіадах
| Олімпіада   | Дисципліна              | Місце |
| ----------- | ----------------------- | ----- |
| Москва 1980 | біг на 100 метрів       | 3     |
| Москва 1980 | естафета 4 x 100 метрів | 1     |
| Сеул 1988   | естафета 4 x 100 метрів | 2     |